# 君の涙を無駄にしたくない
「君の涙を無駄にしたくない」（きみのなみだをむだにしたくない）は、滴草由実の7枚目のシングル。

## 概要
ZAIN RECORDS移籍後初、3枚目のアルバム『花Kagari』の先行シングル。なお、ZAIN RECORDSより発表したシングルは本作1枚のみである。
楽曲としては配信限定で「Communication break out」の発表があったものの、CD作品としては「花篝り」以来約1年振りの作品発表となる。

## 収録曲
1. 君の涙を無駄にしたくない
作詞：滴草由実　作曲・編曲：YOKO Blaqstone & 大賀好修
  - テレビ東京系『JAPAN COUNTDOWN』2006年2月度エンディングテーマ
2. 「証」
作詞：滴草由実　作曲・編曲：YOKO Blaqstone & 笠原智緒
3. 君の涙を無駄にしたくない(Instrumental)